# Trymalium globulosum
Trymalium globulosum là một loài thực vật có hoa trong họ Táo. Loài này được (Labill.) Fenzl miêu tả khoa học đầu tiên.